# Iwanhorod (obwód kirowohradzki)
Iwanhorod (ukr. Івангород) – wieś na Ukrainie w obwodzie kirowohradzkim, w rejonie ołeksandriwskim, centrum silskiej rady. Miejscowość leży na obszarze krateru Bołtysz, obok przebiega droga krajowa N14, w pobliżu znajduje się rzeczka Bołtysz oraz wioski: Bołtyszka, Polowe, Hajowe, Wesele, Borki, Strymówka, Omelhorod.

## Historia
W XIX wieku wieś leżała w gminie Aleksandrówka w powiecie czehryńskim guberni kijowskiej. Miejscowość liczyła 627 domów i 3404 mieszkańców. Znajdowała się tu cerkiew, szkoła cerkiewna, wiejska apteka, 20 wiatraków i ferma. Najbliższą stacją kolejową była Funduklejówka, oddalona o 8 wiorst. 